# 콜로라도감자잎벌레
콜로라도감자잎벌레(학명: Leptinotarsa decemlineata)는 감자잎벌레속에 속하는 딱정벌레의 일종이다. 길이는 약 1cm이다.
감자 멸종에 기여함